# Bertha Kalich
Bertha Kalich, gelegentlich auch Bertha Kalish (* 17. Mai 1874 in Lemberg, Galizien; † 18. April 1939 in Queens, New York City), war eine US-amerikanisch-jüdische Schauspielerin österreichisch-ungarischer Herkunft, ein Star des „goldenen Zeitalters“ des Jiddischen Theaters. In ihrer alten Heimat wurde sie später als „amerikanische Duse“ bezeichnet.

## Leben
Kalich stammte aus einfachen Verhältnissen, sie war das einzige Kind des Bürstenbinders und Aushilfsmusikers Solomon Kalakh und dessen Ehefrau Babette Halber, einer Näherin am Theater. Sie hörte auf den Vornamen Beylke; anlässlich ihrer Einwanderung in die USA änderte sie ihren Namen zu Bertha Kalich.
Begeistert vom Theater wünschten sich Kalichs Eltern für sie eine Ausbildung bzw. eine Karriere an der Oper oder am Theater. Schon früh förderten sie ihre Tochter durch privaten Musikunterricht. Im Herbst 1884 hatte sie einen ihrer ersten Auftritte im Lemberger Stadttheater: In der Oper La Traviata (Giuseppe Verdi) sang sie im Chor. Mit dreizehn Jahren wurde Kalich 1887 Mitglied des Chors eines Lemberger Vorstadttheaters und im folgenden Jahr wurde sie als Schülerin am Lemberger Konservatorium aufgenommen.
Als Max Gimpel, ein Bekannter aus dem Konservatorium, seine eigene Theatertruppe gründete, bot er Kalich eine Stelle an. Dieses Ensemble, Yankev Ber Gimpel, spezialisierte sich auf ein rein jiddisches Theater. Kalich nahm die Stelle an und wurde bereits kurze Zeit später als Primadonna geführt. Ihr erster Auftritt in dieser Position war in der Rolle der „Sulamith“; anschließend folgte eine ausgedehnte Tournee u. a. nach Budapest und Bukarest. Während ihrer Sulamith-Tour machte Kalich die Bekanntschaft des Dirigenten Joseph Rumshinsky, über den sie den Impresario Joseph Edelstein kennenlernte. Dieser holte Kalich nach New York und engagierte sie in Manhattan u. a. für das Miner’s Bowery Theatre und das Bowery Theatre.
1890 heiratete Kalich den Musiker Leopold Spachner und hatte mit ihm eine Tochter und einen Sohn.
Kalich wurde quasi über Nacht der „Liebling des Broadways“. Der Theaterwissenschaftler Joel Berkowitz verglich Kalich mit Sarah Bernhardt und nannte sie die „Jewish Bernhardt“. Die größten Erfolge hatte sie in Bearbeitungen von Shakespeare-Stücken in jiddischer Sprache. Am Broadway machte Kalich die Bekanntschaft des Produzenten Harrison Fiske und dessen Ehefrau, der Schauspielerin Minnie Maddern Fiske. Bei ihr nahm Kalich lange regelmäßig Englischunterricht, auch um ihre Aussprache zu verbessern.
Zu Beginn des Ersten Weltkriegs wurden die Engagements weniger und Kalich verließ im Herbst 1914 New York und ging nach Hollywood. Dort wurde sie von Adolph Zukor für seine Paramount Pictures engagiert. Sie spielte in den folgenden Jahren in einigen Filmen und trat regelmäßig bei Wohltätigkeitsveranstaltungen auf.
In den späten zwanziger Jahren begann Kalich zu erblinden. 1931 gab sie ihre offizielle Abschiedsvorstellung, stand aber gelegentlich dann bei verschiedenen Anlässen nochmals auf der Bühne. Ihr letzter dokumentierter Auftritt war am 3. Februar 1939 im Jolson Theatre, wo sie die letzte Szene von Louis Untermeyers Gedicht „Heine’s Death“ deklamierte.
Bertha Kalich starb am 18. April 1939 in ihrer Wohnung in Queens und fand ihre letzte Ruhestätte auf dem Mount Hebron Cemetery in Flushing (New York). Ihr Grabstein trägt eine Inschrift mit einem Gedicht von Alexander Pope (Prolog für Cato, a Tragedy von Joseph Addison):
To wake the soul by

tender strokes of art

To raise the genius and

to mend the heart;

To make mankind in

conscious virtue bold

Live o’er each Scene

and be what they behold

For this the Tragic Muse

first trod the stage

## Rollen (Auswahl)
Theater
- Sulamith – Sulamith oder die Tochter Jerusalems (Abraham Goldfaden)
- Helen – Di vilde Kenigin (Abraham Goldfaden)[6]
- Judith – Judith (Alexander Nikolajewitsch Serow)
- Desdemona – Othello (William Shakespeare)
- Mirjam – The East Side Ghetto (Leon Kobrin)
- Cordelia – De jiddische Kenig Lier (Jakob Gordin)[7]
- Freydenyu – Got, mensch un tajwl (Jakob Gordin)[8]
- Etty – The Kreutzer-Sonata (Jakob Gordin)[9]
- Sappho – Sappho un Phaon (Jakob Gordin)[10]

Filme
- Marta – Marta in the Lowlands. Regie James Searle Dawley, USA 1914.
- Helen Sterling – Love and Hte. Regie James Vincent, USA 1916.
- Marian Powers – Ambition. Regie James Vincent, USA 1916.
- Helene Ayers – Slander. Regie Will S. Davis, USA 1916.